# Armand Toussaint
Armand Toussaint (18 januari 1895 - 1994) was een Belgisch Rozenkruiser en Martinist.
In het profane leven was hij hoofdinspecteur van de NMBS.
In 1933 werd hij tot bisschop gewijd in de Gnostische Apostolische Kerk, onder de mystieke naam Tau Raymond. Na onenigheid met deze kerk, omdat hij de wijding van vrouwen wilde invoeren en zij zich hiertegen verzette, stichtte hij zijn eigen Rozenkruiserskerk, de Apostolische Rozenkruiserskerk.
Van 1933 tot 1970 stond hij aan het hoofd van de Belgische afdeling van de Rosicrucian Fellowship.
Na zijn afscheuring van deze groepering stichtte hij in 1971 de Fraternité Rosecroix.
Daarnaast was hij stichter van de Ordre Martiniste des Chevaliers du Christ, een Martinistenorde uit de Novikovfiliatie.
Hij heeft meegewerkt aan de oprichting en uitbouw van de Congrès Spirituel Mondial van Frans Wittemans.